# Stade José-Martí
Le stade José-Martí (en espagnol : parque deportivo José Martí) est un complexe sportif situé à La Havane, capitale de Cuba. Ancien fleuron des installations sportives cubaines, il est aujourd'hui à l'abandon.

## Description
Le site se trouve sur le Malecón, la grande promenade en bord de mer de La Havane, près du quartier du Vedado (en). Sa construction débute en 1940, sous la présidence de Fulgencio Batista, il est à l'époque un signe d'optimisme à Cuba, en particulier de par son audace architecturale.
Après la prise de pouvoir de Fidel Castro, le stade est rénové en 1959 sous la conduite de l'architecte Octavio Buigas. Après la construction de l'estadio Latinoamericano en 1971, puis celle de l'estadio Panamericano pour l'accueil des jeux panaméricains de 1991, le stade José-Martí tombe en désuétude. Il n'est plus fréquenté que par les enfants du quartier.

## Équipements
Le stade est destiné à la pratique à haut niveau du football, du baseball et de l'athlétisme. Sur l'ensemble du complexe sportif, on peut également y pratiquer la natation, le plongeon, et le waterpolo dans la zone nautique, on y trouve encore un gymnase de lutte et de boxe ainsi qu'un stade de basketball. Le site accueillait également le centre national de formation des professeurs d'éducation physique.
Mais l'ensemble des installations n'est plus entretenu, et les équipements nautiques ne sont plus en eau. Un diagnostic technique de la Dirección de Higiene y Epidemiología de Salud Pública et de la Dirección de Construcción y Reparación de Inmuebles a exigé le 19 octobre 2000 la fermeture au public du stade, du fait des risques d'effondrement des installations.